# میراث خشم
میراث خشم (به انگلیسی: Legacy of Rage) فیلمی درام، اکشن و رزمی به کارگردانی رانی یو و با بازی براندون لی در نقش اول مرد. این فیلم در سال ۱۹۸۶ اکران عمومی شد.

## داستان
براندون (براندون لی) یک قهرمان هنرهای رزمی و در عین حال پیشخدمتی ساده است که به همراه نامزدش در رستوران کار میکند. براندون در طی توطئه ای به زندان می افتد. پاپوشی برایش ترتیب داده شده است...

## بازیگران
- براندون لی - براندون ما
- مایک ونگ (بازیگر) - مایکل وان
- رجینا کنت - می
- بلو یانگ - مزدور